# Верхняя Опалиха
Верхняя Опалиха — деревня в Кишертском районе Пермского края России. Входит в Андреевское сельское поселение.

## География
Верхняя Опалиха расположена северо-восточнее административного центра сельского поселения, села Андреева, на главном ходу Транссиба, по обеим сторонам железной дороги. В деревне находится остановочный пункт Верхняя Опалиха (до 2021 года — 1572 км) Пермского региона Свердловской железной дороги.

## История
До 1923 года Верхняя Опалиха относилась к Кунгурскому уезду Пермской губернии.
При разработке Шумковского соляного месторождения в 1930-е годы произведены комплексные гидрогеологические исследования в районе Верхней Опалихи. Дебит основного ключа определён в 64 м³ в сутки.

## Население
| 2010 | 2011 | 2012 | 2013 | 2014 | 2015 | 2016 |
| ---- | ---- | ---- | ---- | ---- | ---- | ---- |
| 7    | →7   | ↘2   | →2   | →2   | →2   | →2   |

По данным администрации сельского поселения, на 1 января 2014 в деревне проживали два человека в двух домохозяйствах.